# Францишек Каїм
Францишек Каїм (пол. Franciszek Kaim; 10 лютого 1919, Воля-Дрвінська — 11 вересня 1996, Варшава) — польський промисловий організатор, політик і державний діяч, міністр важкої та металургійної промисловості, віцепрем'єр ПНР. Член ЦК ПОРП за правління Едварда Герека. Брав участь у переговорах уряду зі страйкарями у серпні 1980 року. Був інтернований під час воєнного стану у 1981—1982 роках.

## Металург
Народився в селянській сім'ї одного з сіл Бохенського повіту. Середню освіту здобув у Бохні. Під час німецької окупації працював у лісовому та сільському господарстві. У 1948 році закінчив у Кракові Гірничо-металургійну академію імені Станіслава Сташиця.
Працював на металургійних заводах Huta Bobrek у Битомі та Huta Małapanew в Озімеку. З 1951 року — директор Huta Małapanew. Тоді ж вступив в урядущу комуністичну ПОРП. Розглядався у партапараті як перспективний керівник промисловості.

## Член уряду
З січня 1953 року Францишек Каїм — заступник секретаря в міністерстві металургійної промисловості ПНР. У 1957—1967 роках — на аналогічній посаді в міністерстві важкої промисловості. 21 листопада 1967 року Францишек Каїм отримав призначення міністром важкої промисловості в уряді Юзефа Циранкевича.
23 грудня 1970 року Каїм обійняв посаду заступника нового голови Ради міністрів Петра Ярошевича. Опікувався в уряді галузями важкої промисловості. З 27 березня 1976 року поєднував цю посаду з міністерством металургійної промисловості. 8 лютого 1979 році його відсторонили від віцепрем'єрства, але залишили міністром металургії (пониження було пов'язане з відставкою Ярошевича у скорому часі, і переформуванням Радміну). Зберіг цю посаду в урядах Едварда Бабюха та Юзефа Піньковського.
З грудня 1971 року Францишек Каїм кооптований до складу ЦК ПОРП. У 1972—1980 році був депутатом сейму ПНР, входив до депутатського клубу ПОРП.
Францишек Каїм активно впроваджував у польській металургії нові технології ливарного виробництва, запозичив західноєвропейські НДДКР, домагався закупівель передової на той час техніки й устаткування, продуктивного освоєння кредитів. З його ім'ям пов'язана модернізація найбільших металургійних підприємств, зокрема Huta Warszawa та Huta Katowice, будівництво нових сталеливарних заводів у Бохні, Кракові, Домброві-Гурничі. Засновані з ініціативи Каїма заводи Stalprodukt і Huta im. T. Sendzimira стали основою великої сталеливарної компанії Stalprodukt S. A., створеної у 1992 році.
Каїм був цілком лояльний до офіційної ідеології та партійно-державного керівництва. Водночас біографи Каїма відзначають такий факт: наприкінці 1940-х і на початку 1950-х років він брав участь у діяльності просвітницького Товариства Казімжеа Бродинського, яке очолював кардинал Сапега. За допомогою Каїма було засновано Народний будинок пам'яті Бродзинського в селі Кролівка (гміна Новий Віснич).

## Конфронтація та відставка
У серпні 1980 року Польщу охопив потужний страйковий рух. Партийно-державне керівництво на чолі з Едвардом Гереком було змушено йти на переговори з Міжзаводськими страйковими комітетами.
Францишек Каїм як міністр металургійної промисловості представляв уряд ПНР на переговорах з металургами-страйкарями у Домброві-Гурничі. 11 вересня 1980 року міністр Каїм підписав угоду з головою страйкового комітету Збігневим Купісевічем. Серед домовленостей була згода влади на створення незалежних профспілок.
8 жовтня 1980 року у складі уряду Юзефа Піньковського відбулися кадрові зміни. Були зняті з посад віцепрем'єри Казімеж Барциковський і Тадеуш Грабський, міністр гірничодобувної промисловості Влодзімеж Лейчак, міністр металургійної промисловості Францішек Каїм. Якщо Барциковський і Грабський ще залишалися в політиці (при всій різниці позицій), то для Лейчака та Каїма відставка стала завершенням кар'єри.
13 грудня 1981 року, під час введення воєнного стану, Францішек Каїм був інтернований у складі групи з 37 колишніх керівників. Фактично єдиною підставою для ізоляції Каїма була його причетність до керівного кола Едварда Герека.

## Останні роки життя
Після звільнення наприкінці 1982 року Францишек Каїм жив приватним життям пенсіонера. У політиці не брав участі, але разом із дружиною Анною активно працював в Асоціації земляків-бохнявців.
Помер у польській столиці у віці 77 років. Дата його смерті припала на 16-ту річницю підписання угоди в Домброві-Гурничі. Похований на цвинтарі Військові Повонзки.

## Боротьба навколо пам'яті
У 2000 році ім'ям Францішека Каїма названо вулицю в Бохні. Він популярний на малій батьківщині, де сприймається «не як віцепрем'єр і міністр, не кажучи про представника комуністичного апарату примусу, а як засновник великого заводу, творець багатьох робочих місць, людина, яка домагалася від сталінського режиму увічнення пам'яті Казімежа Бардзинського».
Однак наприкінці 2017 року Малопольський воєвода Петро Цьвік, представник націонал-консервативної партії Право і справедливість, видав указ про перейменування вулиці Францишека Каїма на вулицю Стефана Карбонського, активіста антинацистського та антикомуністичного руху, делегата уряду у вигнанні. Рішення воєводи Цвіка мотивується завданнями декомунізації.